# Szűcs Lajos (labdarúgó, 1973)
Szűcs Lajos (Budapest, 1973. augusztus 8. –) háromszoros magyar válogatott labdarúgókapus, edző.

## Pályafutása

### Klubcsapatokkal
Szűcs Lajos pályafutását a Ferencváros ifjúsági csapatában kezdte. Tizennyolc évesen munkába kellett állnia, így abbahagyta a labdarúgást. Akkoriban az Újpest ifi csapatának kapusgondjai voltak, és megtudták, hogy mi történt Szűccsel, így Sarlós András szerződést ajánlott neki, amit vonakodva, de elfogadott. Garami József edzőségének idején kerül az Újpest felnőtt csapatába. Az 1997/98-as szezon felénél Németországba igazolt, az újonc Kaiserslauternbe, ahol bajnoki címet szerzett. Első évében már távozni akart kevés játéklehetőség miatt. Aztán mégis maradt mert a Bajnokok Ligája kezdetén leszakadt az első kapus válla. Ennek ellenére sem játszott a BL-ben. Ezek után egy évre kölcsönbe leszerződött a Ferencvárosba. Egy év után visszarendelték Németországba. Ekkor szerződést ajánlott neki a Stuttgart és a Cottbus. Végül a Ferencváros vásárolta ki a Kaiserslauternből. A Ferencvárosban első számú kapusként számoltak vele mindvégig. Itt két bajnoki címet és kupát, valamint egy szuperkupát nyert. Szerepelt az UEFA-kupa csoportkörében is. 2005-ben a Lombard Pápához szerződött, mert a Ferencváros akkori vezetősége nem tudta őt kifizetni, és szinte elszegényedett. Itt tíz évet töltött el, különösebb sikerek nem történtek a 2009-es feljutáson kívül. A csapat vezéregyénisége volt és védéseivel tartotta az NBI-ben a Lombard Pápát sok éven át. 2015-ben, amikor megszűnt a Lombard, a másodosztályba kieső Dunaújvárosba igazolt.

### A válogatottban
Részt vett 1996-os atlantai olimpián, de pályára nem lépett. 2002-ben mutatkozott be a válogatottban Moldova ellen. Összesen három mérkőzésen lépett pályára, annak ellenére, hogy hosszú évekig válogatott kerettag volt.

## Edzőség
2016 februárjában csatlakozott az NB III-as Rákosmente KSK csapatához, ahol amellett, hogy játékosként is számítottak rá, ő lett a csapat kapusedzője is. 2016. április 20-án Véber György helyett őt nevezték ki a csapat vezetőedzőjének. A 2017-18-as szezon előtt a Csákvári TK kapusedzője lett. 2019. június 17-én a Vasas SC szakmai stábjában lett kapusedző. 2020 januárjától a Kaposvári Rákóczi kapusedzője lett. Innen októberben távozott.

## Sikerei, díjai

### Klubcsapatokkal
- Újpest:
  - Magyar bajnok (1): 1998
  - Magyar bajnoki ezüstérmes (2): 1995, 1997
  - Magyar bajnoki bronzérmes (1): 1996
- Kaiserslautern:
  - Német bajnok (1): 1998
  - Bajnokok ligája-negyeddöntő (1): 1998-1999
- Ferencváros:
  - Magyar bajnok (2): 2001, 2004
  - Magyar bajnoki ezüstérmes (3): 2002, 2003, 2005
  - Magyarkupa-győztes (2): 2003, 2004
  - Magyar kupa-döntős (1): 2005
  - Magyar szuperkupa-győztes (1): 2004
  - UEFA-kupa csoportkör (1): 2004-2005
- Lombard Pápa:
  - Magyar másodosztályú ezüstérmes (1): 2009

### Válogatottal
- Magyarország:
  - Olimpia-csoportkörös: 1996 (nem játszott, tartalék)

## Statisztika

### Mérkőzései a válogatottban
| Magyarország | Magyarország      | Magyarország            | Magyarország | Magyarország | Magyarország | Magyarország | Magyarország | Magyarország |
| #            | Dátum             | Helyszín                | Hazai        | Eredmény     | Vendég       | Kiírás       | Gólok        | Esemény      |
| ------------ | ----------------- | ----------------------- | ------------ | ------------ | ------------ | ------------ | ------------ | ------------ |
| 1.           | 2002. március 27. | Chișinău                | Moldova      | 0 – 2        | Magyarország | barátságos   | -            | 82'          |
| 2.           | 2004. április 25. | Zalaegerszeg, ZTE Aréna | Magyarország | 3 – 2        | Japán        | barátságos   | -            |              |
| 3.           | 2005. február 2.  | Isztambul (TUR)         | Magyarország | 0 – 0        | Szaúd-Arábia | barátságos   | -            |              |
|              | Összesen          |                         |              | 3            | mérkőzés     |              | 0            | gól          |